# Maxwell (Nuevo México)
Maxwell es una villa ubicada en el condado de Colfax en el estado estadounidense de Nuevo México. En el Censo de 2010 tenía una población de 254 habitantes y una densidad poblacional de 206,9 personas por km².

## Geografía
Maxwell se encuentra ubicada en las coordenadas 36°32′28″N 104°32′35″O / 36.54111, -104.54306. Según la Oficina del Censo de los Estados Unidos, Maxwell tiene una superficie total de 1.23 km², de la cual 1.23 km² corresponden a tierra firme y (0%) 0 km² es agua.

## Demografía
Según el censo de 2010, había 254 personas residiendo en Maxwell. La densidad de población era de 206,9 hab./km². De los 254 habitantes, Maxwell estaba compuesto por el 80.31% blancos, el 0% eran afroamericanos, el 1.18% eran amerindios, el 0.39% eran asiáticos, el 0% eran isleños del Pacífico, el 11.81% eran de otras razas y el 6.3% pertenecían a dos o más razas. Del total de la población el 43.31% eran hispanos o latinos de cualquier raza.